# Carabodes scopulae
Carabodes scopulae är en kvalsterart som beskrevs av Kulijev 1968. Carabodes scopulae ingår i släktet Carabodes och familjen Carabodidae. Inga underarter finns listade.